# Japans bessenwier
Japans bessenwier (Sargassum muticum) is een bruinwiersoort (familie Phaeophyceae) dat in de jaren '70 van de 20e eeuw per ongeluk met oesters in West-Europa is ingevoerd vanuit Japan. 

## Kenmerken
Japans bessenwier is een exoot die in 1973 voor het eerst in Engeland is aangetroffen en sindsdien een snelle opmars heeft gemaakt langs de West-Europese kusten. Bessenwier groeit snel en de soms meterslange hoofdstelen hebben een aantal regelmatig afwisselend geplaatste zijtakken, waaraan kleine blaadjes zitten zonder middennerf. Karakteristiek zijn de kleine drijfblazen - doorsnede tot 5 mm - aan het eind van korte steeltjes. Daaraan heeft de soort zijn Nederlandse naam te danken. Het Japans bessenwier hecht zich aan een ondergrond door middel van een hechtorgaan. Door de drijfblazen komt het voor dat sterk uitgegroeide planten een steen waar ze aan vastgehecht zijn optillen en naar elders verplaatsen.
Japans bessenwier is groenbruin van kleur. De drijfblaasjes zijn vaak wat geelachtig bruin.

## Voortplanting
Mannelijke en vrouwelijke voortplantingsorganen zitten op dezelfde plant. Nog in de moederplant vinden de eerste delingen van de bevruchte eicel plaats. Dat wil zeggen, dat er eigenlijk jonge plantjes vrijkomen, waardoor de plant zich razendsnel kan uitbreiden als hij eenmaal ergens gevestigd is. Er breken regelmatig stukken van de plant af die zulke embryo’s in ontwikkeling bevatten: die zorgen voor een snelle verspreiding.

## Leefgebied en verspreiding
Bessenwier groeit laag in het intergetijdengebied en dieper; ook in stilstaande zoute wateren. Op rotsen en stenen en andere harde ondergrond. Japans bessenwier kan ook goed tegen lagere zoutgehaltes.
De soort komt voor in Oost-Azië, met name in Japan. In Europa komt het voor van de zuidelijke Noordzee tot Noord-Spanje.

## Hinder
Deze soort kan hele bossen vormen en wordt door duikers en pleziervaarders als hinderlijk ervaren. Op veel plaatsen werd het in Europa als een plaag beschouwd en er werden grote schoonmaakacties op touw gezet. Hij is waarschijnlijk ook ecologisch gezien niet onschadelijk, in die zin, dat het bessenwier plaatselijke soorten kan verdringen, onder meer door plaats in te nemen en door schaduw te veroorzaken waar sommige soorten niet goed tegen kunnen. Aan de andere kant zijn er ook soorten die van schaduw houden en zelfs die het bessenwier prettig vinden om op te groeien. Japans bessenwier kan dus een verandering van de plaatselijke ecologie veroorzaken. De plant sterft in de nazomer grotendeels af. In de winter zijn er slechts korte steeltjes met enkele blaadjes aanwezig. Het is een nauwe verwant van het wier dat in enorme bossen drijvend in de Sargassozee (Atlantische Oceaan) wordt gevonden.